# صخور طباشير في روغن

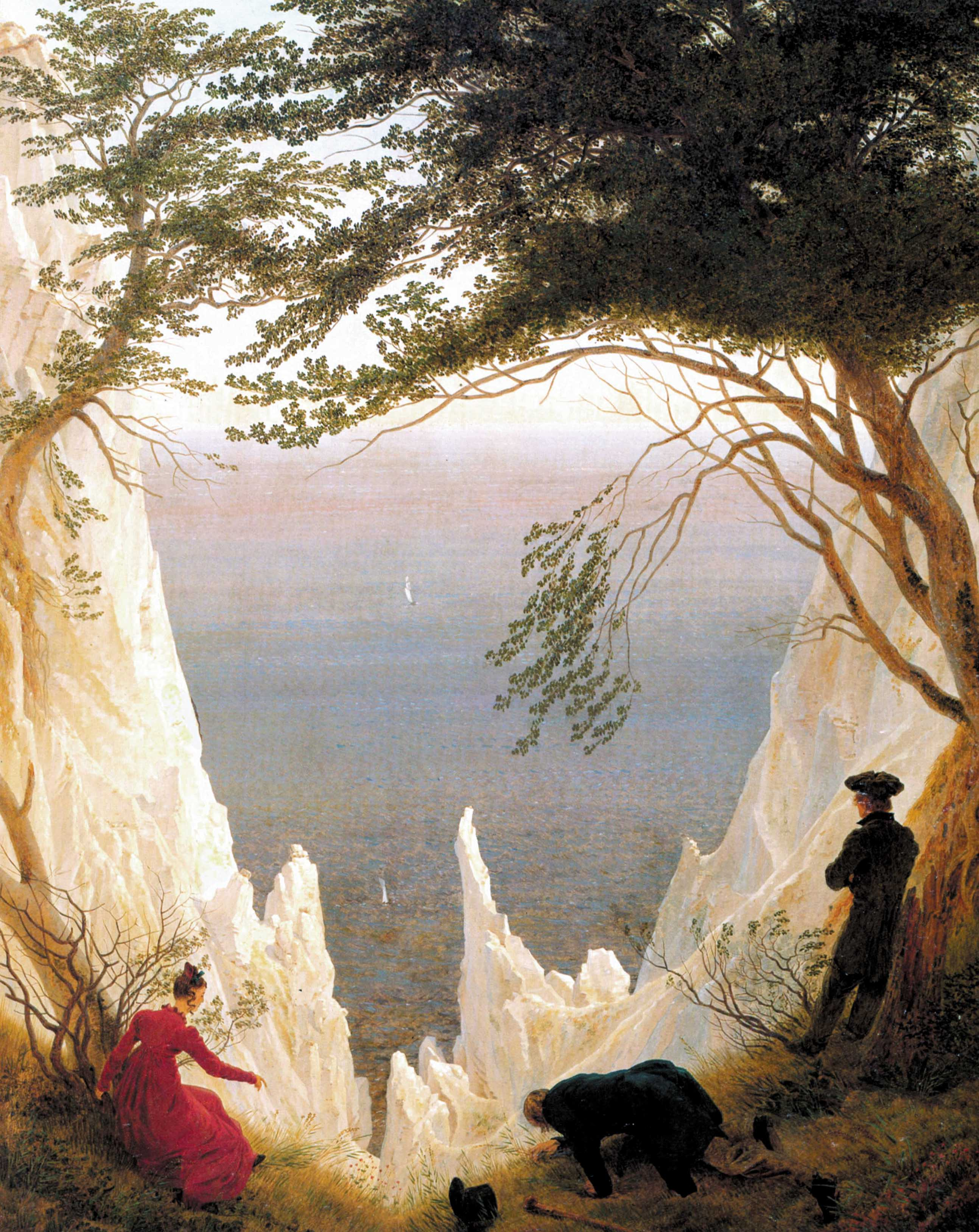
صهور طباشير روغن: لوحة رسمها الفنان كاسبر دافيد فريدريش في عام 1818. من الفن الرومانسي.

صخور طباشير في روجن (بالألمانية: Kreidefelsen auf Rügen ) هي لوحة فنية قام بها الفنان الرسام الألماني كاسبر دافيد فريدريش في عام 1818. الصورة هي لوحة مرسومة بألوان الزيت ، طولها 5و90 سنتيمتر وعرضها 71 سنتيمتر ، وتعتبر أهم الأعمال الفنية الألمانية الرومانسية . توجد اللوحة في متحف اوسكار راينهارت في مدينة «ونترتور».
منطقة روغن هي شبه جزيرة في شمال شرق ألمانيا على ساحل بحر البلطيق ، يحب الناس الاستمتاع بقضاء أشهر الصيف فيها لجمالها ومنا يوجد فيها من هضاب وتلال طباشيرية ناصعة البياض .

## وصف الصورة
الصورة تبين الساحل المنحدر على بحر البلطيق ويتميز بصخور طباشيرية ناصعة البياض جميلة . تزينها شجرتان من الجانبين العلويين للوحة ؛ إلى اليمين شجرة كبيرة غالبة على المشهد وفي مقابلتها شجرة أخرى أصغر منها تكاد تحملها جذور بارزة سطحية. توجد في مقدمة الصورة منطقة عشبية خضراء يظهر عليها ثلاثة أشخاص يبدو انهم مجموعة تقوم برحلة . من بينهم سيدة تلبس ثوبا أحمرا تجلس في العشب الأخضر وشعرها مضفر. تمسك بيدها اليسرى أحد الفروع الجافة وتشير بيدها اليمنى إلى زهرة وإلى المنخفض الوسطي المؤدي إلى البحر.
وفي وسط الصورة إلى الأمام يوجد رجل منحنيا على الأرض كما لو كان مرتعبا من مشاهدته منحدر الهضبة ، محاولا الإمساك ببعض فروع العشب حتى لا يقع. شعره أبيض ويلبس ملابسا زرقاء ، واما قبعته وعصى تجواله فهما ملقيان على الأرض.
ويقف إلى يمين الصورة رجل آخر شجاع ، يقف على أحد الفروع مطلا على المنحدر ، وساندا ظهره على ساق شجرة ، واضعا ذراعيه على صدره ؛ لابسا جونلة خضراء رمادية اللون وعللا رأسه قبعة. يطل على البحر. بعض الأمواج القليلة على سطح الماء الهاديء تعكس أشعة شمس الظهيرة. في البحر توجد قاربين شراعيين أحدهما قريب والآخر بعيد . ألوان اللوحة هادئة وتعطي منظرا ينم عن السرور والانسجام .

## كتب ومراجع
- Börsch-Supan, H. (1987). Caspar David Friedrich (4th enlarged and revised edition). Munich: Prestel. ISBN 3-7913-0835-1
- Schmied, Wieland (1992). Caspar David Friedrich. Cologne: DuMont. ISBN 3-8321-7207-6
- Wolf, Norbert (2003). Caspar David Friedrich – Der Maler der Stille. Cologne: Taschen Verlag. ISBN 3-8228-1957-3